# カワサキ・EN400
EN400 は、川崎重工業モーターサイクル&エンジンカンパニーが製造販売していたクルーザー（アメリカン）タイプのオートバイ。
単純に「カワサキ・EN400」と表記の場合には、EN400C型の国内版「EN400」のみを指す場合がある。
本稿では、マイナーチェンジによる名称変更や排気量を拡大された上位機種を含め、「ENシリーズ」として解説する。

## 概要
空冷2バルブ並列2気筒エンジンを搭載するZ400の派生車種、Z400LTDの後継機種に当たる。
新開発の水冷4ストロークDOHC4バルブ2気筒エンジンは、1984年に発売されたスポーツツアラーのGPZ900Rと同様の手法で水冷化されており、ロードスポーツモデルのGPZ400S（1985年発売）に搭載されたエンジンと基本的に同型となる。GPZ900Rのペットネームになぞらえて「ハーフニンジャ」と呼ばれたこのエンジンは、後にロードスポーツモデルのEX-4（1994年発売）やデュアルパーパスモデルのKLE400（1991年発売）にも搭載された。
日本国外仕様の輸出専用モデルとして、EN400の排気量拡大版となる「454LTD」（EN450A型）がある。454LTDは、1990年に「VULCAN500」（EN500A型）へ更新され、さらに1996年に「VULCAN500LTD」（EN500C型）へと更新された。なお、EN400も短期間であるが日本国外へ輸出されている（1986年のA2型）。
水冷4ストロークDOHC4バルブ2気筒エンジンを搭載するアメリカンバイクのENシリーズは、輸出専用仕様の排気量拡大モデルも含め、バルカンシリーズとも関連する形でラインナップされた。マイナーチェンジごとの名称変更や排気量の拡大などがあるものの、シリーズ車種としてはおよそ20年にわたり生産され続けたロングセラーとなった。
1980年代半ばから1990年代半ばにかけてのほぼ同時期において、DOHC4バルブ4気筒エンジン搭載のエリミネーター400（ZL400）と平行してラインナップされていた。ENはイージーライドのチョッパースタイルを志向し、エリミネーターはドラッグレーサーをイメージさせるスポーティーなクルーザーと、それぞれのシリーズで差別化が図られていた。1995年にバルカン400（VN400）が登場するとともに、同時期よりカワサキのクルーザーモデルがバルカンシリーズに集約されていき、400ccクラスにおいてもラインナップをVN系バルカンに統一。同クラスのENおよびエリミネーターは、両シリーズとも生産終了となった。

## 沿革
- 1985年、EN400A型「EN400TWIN」発売。
- 1990年、EN400B型「バルカン400」発売。マイナーチェンジとともに名称変更された。
- 1994年、EN400C型「EN4000」発売。マイナーチェンジとともに再度名称変更された。
- 1995年、後継の代替機種バルカン400（VN400A型）の登場により販売終了となった。

## モデル一覧
400ccクラス
- EN400TWIN：EN400A型。
  - EN400-A1（1985年）
  - EN400-A2（1986年）
  - EN400-A3（1987年）
  - EN400-A4（1988年）

- VULCAN400：EN400B型。
  - EN400-B1（1990年）
  - EN400-B2（1991年）
  - EN400-B3（1993年）

- EN400：EN400C型
  - EN400-C1（1994年）

450ccクラス

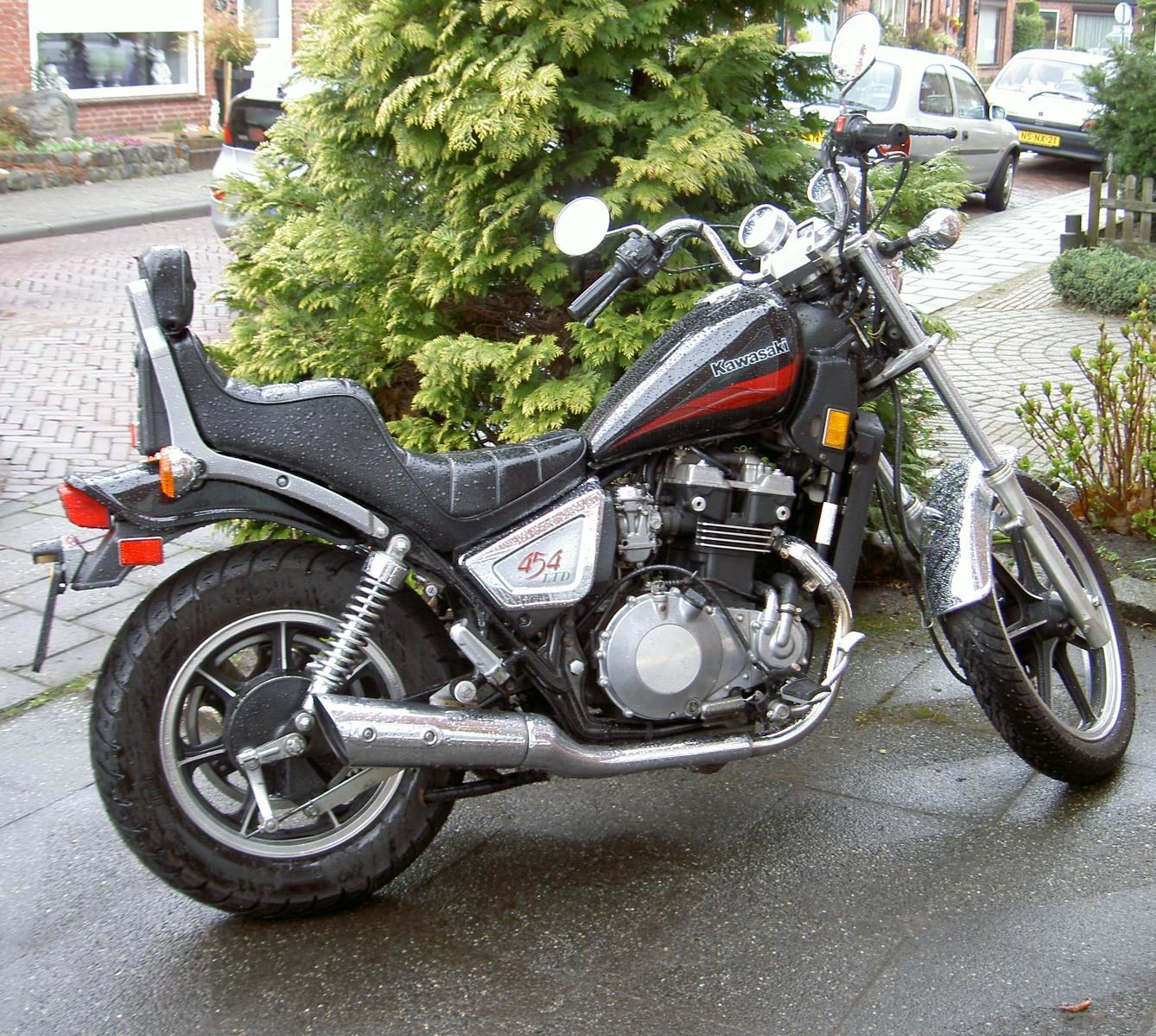
Kawasaki 454LTD

- 454LTD：EN450A型。輸出専用モデル。
  - EN450-A1（1985年）
  - EN450-A2（1986年）
  - EN450-A3（1987年）
  - EN450-A4（1988年）
  - EN450-A5（1989年）
  - EN450-A6（1990年）

500ccクラス
- VULCAN500：EN500A型。輸出専用モデル。「454LTD」の後継機種。
  - EN500-A1（1990年）
  - EN500-A2（1991年）
  - EN500-A3（1992年）
  - EN500-A4（1993年）
  - EN500-A5（1994年）
  - EN500-A6（1995年）
  - EN500-A7（1996年）

- VULCAN500LTD：EN500C型。輸出専用モデル。「VULCAN500」の後継機種。
  - EN500-C1（1996年）
  - EN500-C2（1997年）
  - EN500-C3（1998年）
  - EN500-C3（1999年）
  - EN500-C5（2000年）
  - EN500-C6（2001年）
  - EN500-C7（2002年）
  - EN500-C8（2003年）
  - EN500-C9（2004年）
  - EN500-C10（2005年）
  - EN500-C6F（2006年）
  - EN500-C7F（2007年）
  - EN500-C8F（2008年）